# Aphis adesmiae
Aphis adesmiae är en insektsart som beskrevs av Delfino 2009. Aphis adesmiae ingår i släktet Aphis och familjen långrörsbladlöss. Inga underarter finns listade i Catalogue of Life.